# Dimitar Glavtchev
Dimitar Borissov Glavtchev (en bulgare : Димитър Борисов Главчев), né le 15 août 1963 à Sofia, est un homme d'État bulgare. Il est Premier ministre intérimaire du 9 avril 2024 au 16 janvier 2025.

## Biographie

### Jeunesse et formation
Né le 15 août 1963 à Sofia, il obtient son baccalauréat au lycée Mikhaïl-Kalinine en 1981. Il est ensuite diplômé en 1987 d'une maîtrise de l'Institut supérieur d’économie Karl-Marx en comptabilité. Il devient ensuite expert-comptable et commissaire aux comptes.

### Vice-président de l'Assemblée nationale
Il est élu vice-président de l'Assemblée nationale après les élections législatives de 2014, et le reste jusqu'en 2017. Il assure ainsi l'intérim à partir du 5 octobre lors de la campagne de l'élection présidentielle bulgare de 2016 à laquelle Tsetska Tsatcheva est candidate.

### Président de l'Assemblée nationale
Élu président de l'Assemblée nationale après les élections législatives de 2017, il démissionne en novembre de la même année après avoir suscité une polémique après avoir exclu de l'hémicycle la chef du groupe parlementaire socialiste Korneliya Ninova qu'il accuse d'avoir « insulté » le Premier ministre Boïko Borissov.

### Président de la Cour des comptes
Le 22 janvier 2023, l'Assemblée nationale limoge le président de la Cour des comptes Tsvetan Tsvetkov — dont le mandat a expiré — et la remplace par la vice-présidente Gorica Grancharova. La décision est invalidée le 22 juin par la Cour constitutionnelle.
Le 12 juillet, Glavtchev est choisi par le GERB pour occuper le poste, puis élu par les députés grâce aux apports de la coalition gouvernementale du gouvernement Denkov le 28 juillet. Il prend ses fonctions le 31 juillet pour un mandat de sept ans.

### Premier ministre intérimaire
Le Premier ministre Nikolaï Denkov démissionne le 5 mars 2024, dans le cadre d'un accord de rotation avec Mariya Gabriel. Le 18 mars, celle-ci est chargée de former un gouvernement.
Le 26 mars, le PP-DB et le GERB échouent à former un nouveau gouvernement. Le PP-DB ayant annoncé qu'en cas de réponse négative du GERB, il rendra son mandat dès qu'il l'aura reçu, la perspective de nouvelles élections devient probable. Denkov rend comme convenu le mandat le lendemain dès qu'il le reçoit. Le 28 mars, le président Radev confie le troisième et dernier mandat au parti Il y a un tel peuple, qui rend immédiatement le mandat après l'avoir reçu, ce qui provoque la tenue de nouvelles élections.
En vertu de la réforme constitutionnelle de décembre 2023, le Premier ministre du gouvernement d'intérim doit être par ailleurs toujours désigné par le président de la République, mais ce dernier ne peut choisir que parmi une liste prédéfinie de personnalités composée du président de l'Assemblée nationale, du gouverneur et des vice-gouverneurs de la banque centrale, du président et des vice-présidents de la Cour des comptes et du défenseur des droits et son adjoint,,,. Les pouvoirs du gouvernement intérimaire sont par ailleurs limités et l'Assemblée sortante reste en place jusqu'à l'élection de la nouvelle. Le 30 mars, à l'issue de consultations, le président Roumen Radev charge le président de la Cour des comptes Dimitar Glavtchev de former un gouvernement intérimaire d'ici le 6 avril,. Le chef du GERB Boïko Borissov s'était précédemment opposé à la nomination de Glavtchev et du président de l'Assemblée nationale Rossen Jeliazkov, souhaitant que le chef du gouvernement choisi ne soit pas issu des rangs de son parti. En parallèle, le Parlement a amendé la loi pour permettre au président de la Cour des comptes, ses vice-présidents, et au gouverneur et aux vice-gouverneurs de la banque centrale de pouvoir prendre un congé non rémunéré pour diriger le gouvernement intérimaire et de pouvoir reprendre leurs fonctions, alors que la loi exige que les titulaires n'aient pas siégé au gouvernement lors des trois dernières années.
Le 19 août, après l'échec par trois fois des partis politiques à former un gouvernement, le président de la République Roumen Radev charge Goritsa Grantcharova-Kojareva, alors vice-présidente de la Cour des Comptes, à former un gouvernement. Le président lui demande de former un gouvernement d'ici au 19 août, de sorte à dissoudre le Parlement en vue de la tenue d'un nouveau scrutin le 20 octobre. Elle prête serment le jour même. Le 19 août, alors que Goritsa Grantcharova-Kojareva annonce son nouveau gouvernement, le président Radev refuse de l'approuver car il reconduit Kalin Stoïanov comme ministre de l'Intérieur. Devant le refus de la Première ministre désignée de proposer un autre nom, le président Radev met fin à sa désignation. Stoïanov est soupçonné d'être proche de Delyan Peevski. Glavtchev se montre disposé à se maintenir en poste en attendant le choix d'un successeur. Le 22 août, il est chargé de former un gouvernement pour le 26 août, date à laquelle le nouveau gouvernement est annoncé. Sa composition est pratiquement identique au précédent, avec seulement un changement de titulaires aux Affaires étrangères et à l'Intérieur.